# Darfur Dome

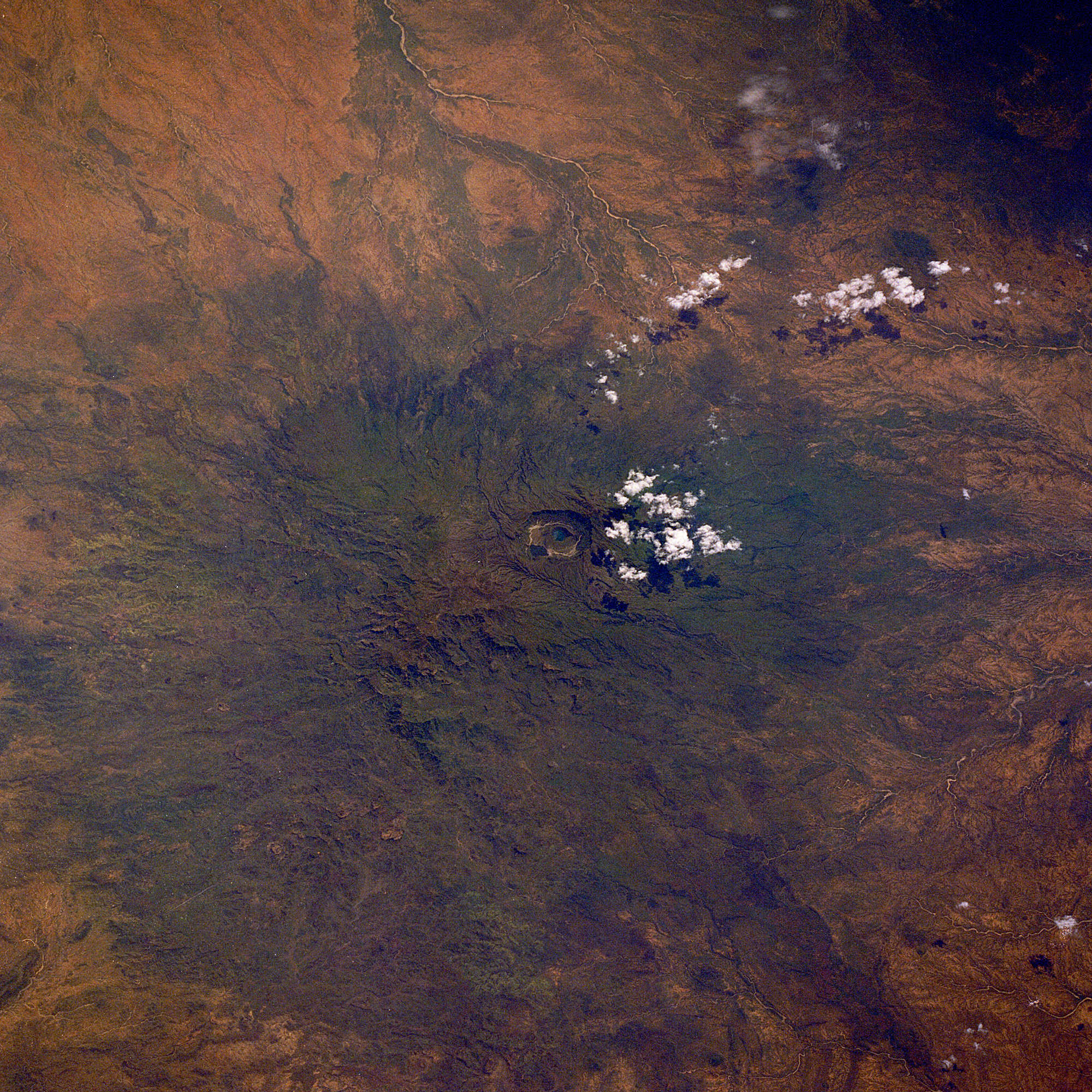
Die Darfur Volcanic Province von der ISS.

Darfur Dome oder Darfur Volcanic Province (dt.: Darfur-Dom/Vulkanische Provinz Darfur) ist die Bezeichnung für ein Gebiet mit vulkanischer Entstehung auf einer Fläche von ca. 100 × 400 km im Westen des Sudan. Neben dem am besten bekannten und zentralen Landschaftsteil, der Deriba-Caldera, umfasst es auch das umgebende Marra-Gebirge (Jebel Marra) und das Tagabofeld (Kutum), welche sich vor etwa 16–10 Ma gebildet haben, sowie das Meidob-Vulkanfeld, welches sich vor etwa 6,8 Ma gebildet hat.

## Forschungsgeschichte
Es gibt zwei alternative Theorien zur Entstehung des Darfur Dome. Die konventionelle Sicht ist, dass Magmatismus das Ergebnis einer aufsteigenden Mantel-Plume ist, und dass aktiver Vulkanismus durch Druckentlastung entlang der Central African Fault Zone entsteht. Hinweise auf einen Ursprung durch eine Mantel-Plume sind Hebungen, Schwereanomalien und tiefe seismische Beschleunigungszonen im Erdmantel. Allerdings gibt es keine Einigkeit darüber, ob diese Merkmale für eine separate, dünne Plume unter der Darfur-Region sprechen, oder ob es sich um Ausläufer einer großen Superplume mit Ablegern in verschiedenen afrikanischen Hotspots handelt.
Einige Forscher halten eine Entstehung durch plattentektonische Vorgänge mit lithosphärischer Ausdehnung, asthenosphärischer Scherung und kleinräumiger Mantelkonvektion für möglich. Diese Prozesse könnten ein passives Schmelzen von Material aus oberflächlichen Quellen ermöglicht haben. Diese Interpretation wird gestützt durch hohe seismische Scherwellen-Geschwindigkeiten, die auf seichte, kalte Abwärtsbewegungen hindeuten, sowie durch normale Wärmeströme und niedrige Werte von Heliumisotopen.

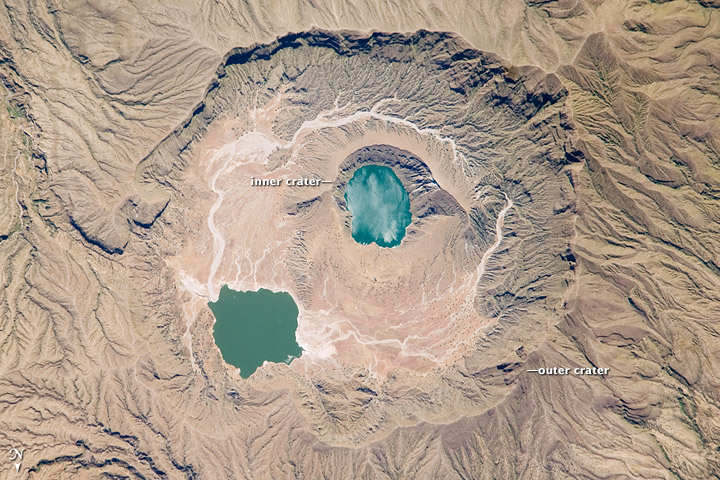
Deriba Caldera
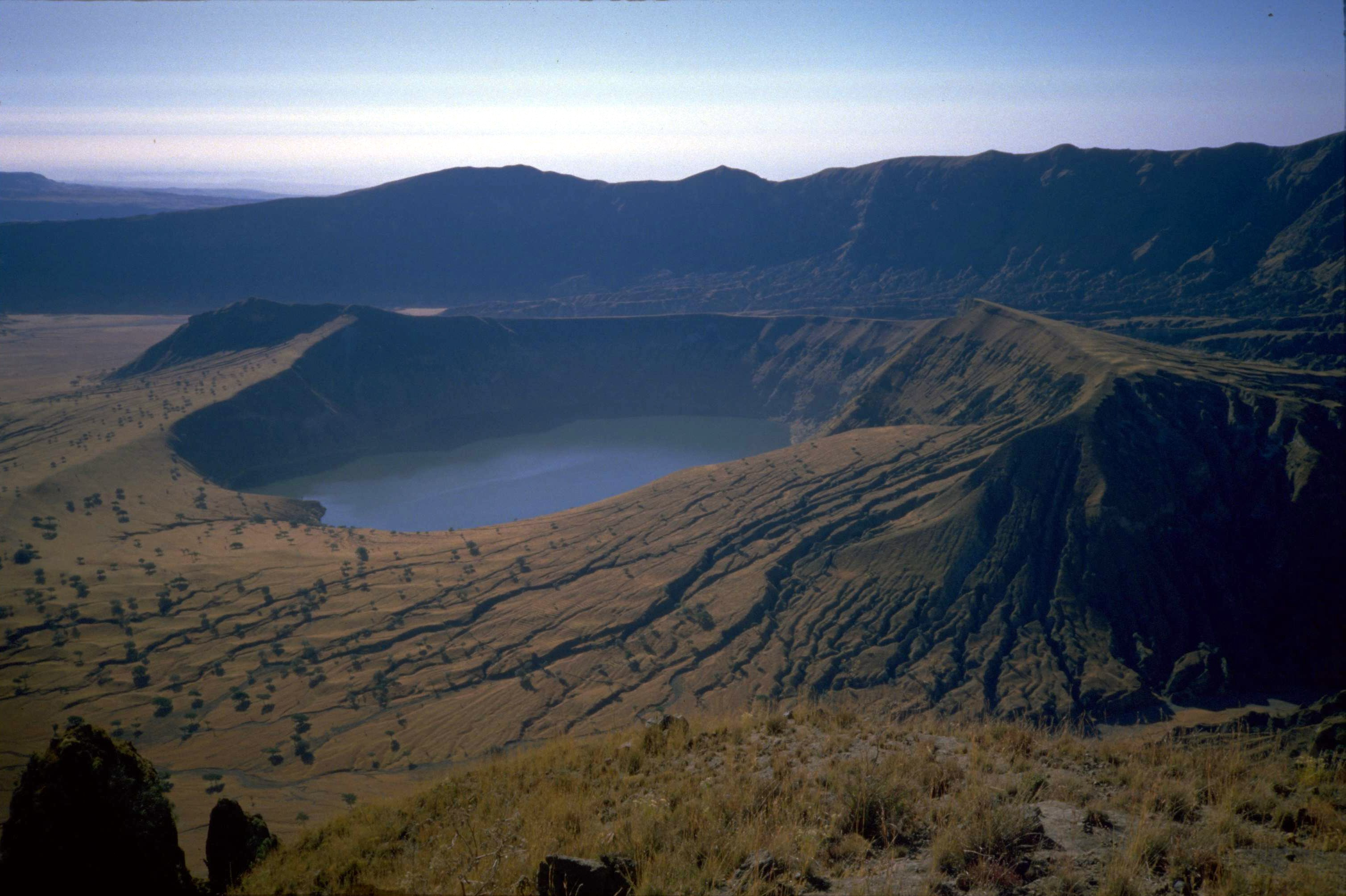
Jebel Marra Deriba Lakes
Zentralafrika mit schematischer Darstellung der CASZ.